# MacBook Air (Intel)
El MacBook Air basat en Intel és una línia descatalogada d'ordinadors portàtils desenvolupats i fabricats per Apple Inc. del 2008 al 2020. L'Air es va posicionar originalment per sobre de la línia anterior de MacBook com un ultraportàtil premium. Des de llavors, la descatalogació del MacBook original el 2011 i la reducció de preus en les iteracions posteriors van convertir l'Air en el portàtil bàsic d'Apple.
El MacBook Air es va presentar el gener de 2008 amb una pantalla de 13,3 polzades i es va promocionar com el portàtil més prim del món, obrint una categoria de portàtils coneguda com la família d'ultrabooks. Apple va llançar un MacBook Air redissenyat l'octubre de 2010, amb un xassís cònic redissenyat, emmagatzematge d'estat sòlid estàndard i va afegir una versió més petita d'11,6 polzades. Revisions posteriors van afegir processadors Intel Core i5 o i7 i Thunderbolt. El Retina MacBook Air es va llançar l'octubre de 2018, amb dimensions reduïdes, una pantalla Retina i ports combinats USB-C/Thunderbolt 3 per a dades i alimentació.
El MacBook Air basat en Intel va ser deixat de fabricar-se el novembre de 2020 després del llançament del primer MacBook Air amb silici d'Apple basat en el processador Apple M1.

## Original (2008–2009)
Steve Jobs va presentar el MacBook Air durant el discurs inaugural d'Apple a la conferència Macworld de 2008 el 15 de gener de 2008. El MacBook Air original era un model de 13,3", inicialment promocionat com el portàtil més prim del món amb 1,9 cm (un rècord anterior, el Toshiba Portege R200 del 2005, era d'1,98 cm d'alçada). Comptava amb una CPU Intel Merom i una GPU Intel GMA personalitzades que eren un 40% més grans que el paquet de xips estàndard. També comptava amb una pantalla retroil·luminada LED antireflexos, un teclat de mida completa i un trackpad gran que responia a gestos multitàctils com ara pessigar, lliscar i girar. Des del llançament de Snow Leopard, el trackpad també ha admès el reconeixement d'escriptura a mà de caràcters xinesos.
El MacBook Air va ser el primer portàtil subcompacte ofert per Apple després que el PowerBook G4 de 12" es deixés de fabricar el 2006. També va ser el primer ordinador d'Apple amb una unitat d'estat sòlid opcional. Va ser el primer portàtil d'Apple des del PowerBook 2400c sense una unitat de suport extraïble integrada. Per llegir discs òptics, els usuaris podien comprar una unitat USB externa com ara el SuperDrive d'Apple o utilitzar el programari Remote Disc inclòs per accedir a la unitat d'un altre ordinador sense fil que tingués el programa instal·lat. Qualsevol de les dues opcions també es pot utilitzar per reinstal·lar el programari del sistema des del DVD d'instal·lació inclòs. Remote Disc admet l'arrencada a través d'una xarxa, de manera que l'Air pot arrencar des del seu DVD d'instal·lació a la unitat d'un altre ordinador si la instal·lació remota del Mac OS X s'està executant en aquest ordinador. El programari no permet reproduir DVD de vídeo o CD d'àudio, ni instal·lar Windows:  per a aquestes capacitats, es requereix una unitat USB externa. Les versions més recents d'OS X van substituir el DVD d'instal·lació per una unitat flaix USB. que conté el programari, eliminant la necessitat d'una instal·lació remota. El MacBook Air també prescindeix d'un port FireWire, un port Ethernet, una entrada de línia i una ranura de seguretat Kensington.
El 14 d'octubre de 2008 es va anunciar un nou model amb un processador Penryn de baix voltatge i gràfics Nvidia GeForce. La capacitat d'emmagatzematge es va augmentar a 128 SSD de GB o de 120 HDD de GB, i el port de vídeo micro-DVI va ser substituït pel Mini DisplayPort.  Una versió de mitjans del 2009 presentava una capacitat de bateria lleugerament més gran i una CPU Penryn més ràpida.

### Disseny

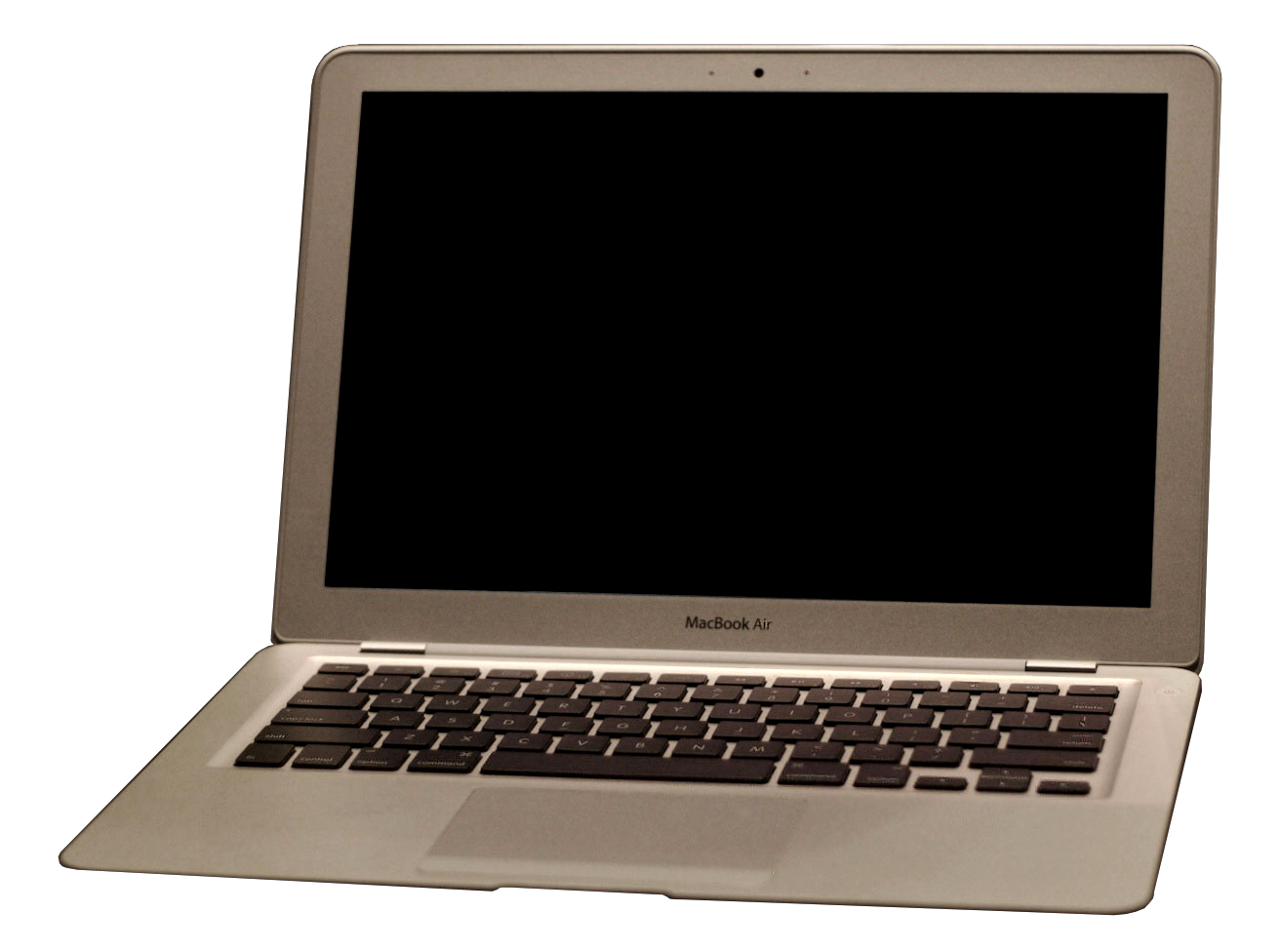
El MacBook Air original

Apple va incorporar diverses característiques al disseny del MacBook Air, com ara la reducció del plom per fer-lo més respectuós amb el medi ambient. El MacBook Air no conté BFR ni cablejat de PVC, i compleix amb Energy Star 5.0, té una carcassa reciclable i té la qualificació EPEAT Gold. La seva pantalla està feta amb vidre sense arsènic i no conté mercuri.

## Redisseny (2010–2017)

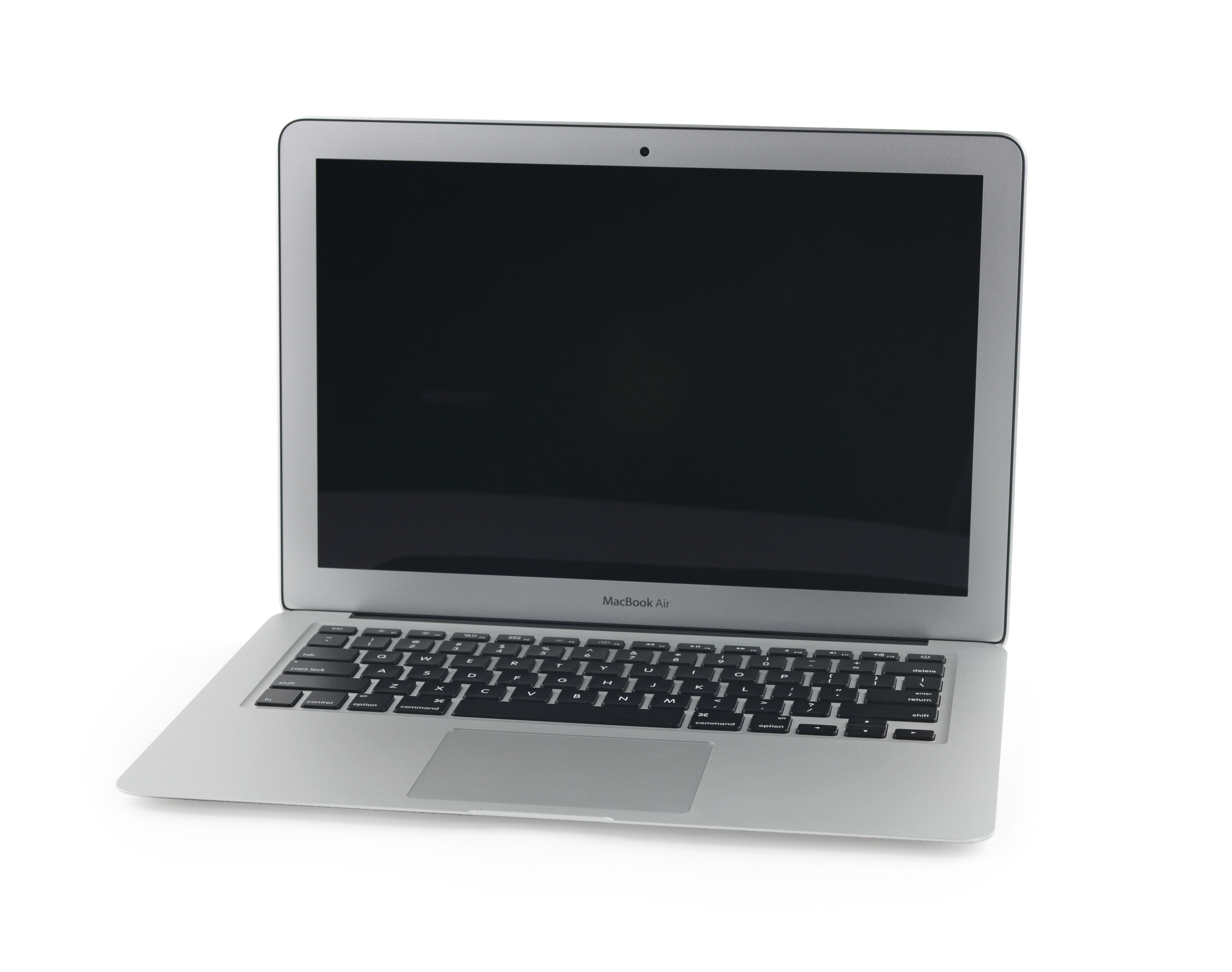
El MacBook Air del model 2010 redissenyat

El 20 d'octubre de 2010, Apple va llançar un model redissenyat de 13,3 polzades amb una carcassa més cònica, una resolució de pantalla més alta, una bateria millorada, un segon port USB, altaveus estèreo i emmagatzematge d'estat sòlid estàndard. Es va introduir un model d'11,6 polzades, que oferia un cost, pes, durada de la bateria i rendiment reduïts en relació amb el model de 13,3 polzades, però un millor rendiment que els netbooks típics de l'època. Tant els models d'11 polzades com els de 13 polzades tenien una sortida d'àudio analògica/minijack per a auriculars compatible amb auriculars Apple amb micròfon. El model de 13 polzades va rebre una ranura per a targetes SD compatible amb SDXC.

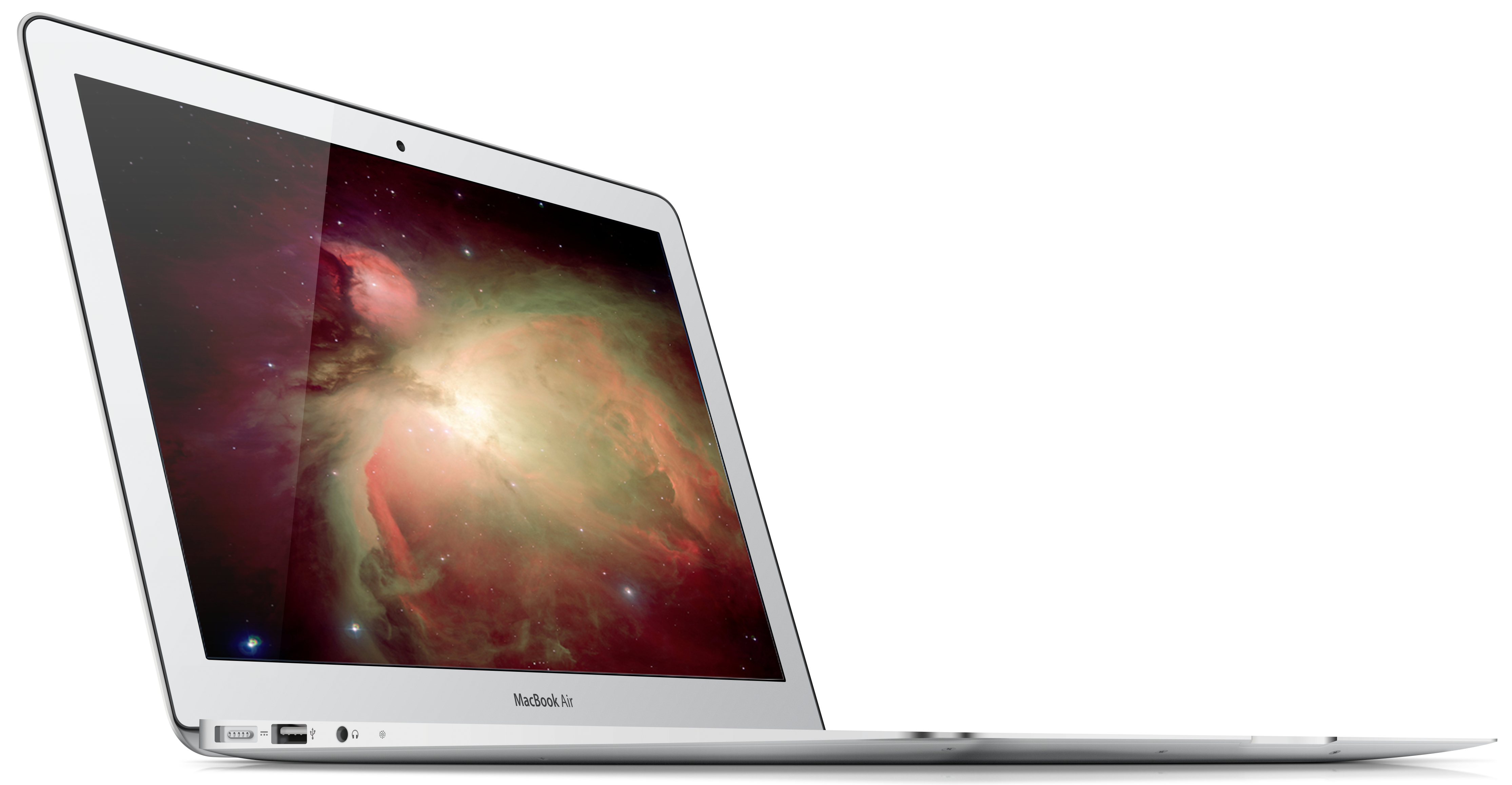
Costat esquerre d'un MacBook Air (mitjans del 2012). D'esquerra a dreta, connector d'alimentació MagSafe, port USB, presa per a auriculars i micròfon integrat.

El 20 de juliol de 2011, Apple va llançar models actualitzats, que també es van convertir en els portàtils bàsics d'Apple a causa de la baixada de preus i la descatalogació del MacBook blanc per la mateixa època. Els models de mitjans de 2011 es van actualitzar amb processadors Intel Core i5 i i7 de doble nucli Sandy Bridge, Intel HD Graphics 3000, teclats retroil·luminats, Thunderbolt i Bluetooth es va actualitzar a la versió 4.0. Les opcions d'emmagatzematge màximes es van augmentar fins a 256. GB. Aquests models utilitzen un controlador Thunderbolt "Eagle Ridge" més econòmic que proporciona dos canals Thunderbolt (2 × 10 Gbit/s bidireccional), en comparació amb el MacBook Pro que utilitza un controlador "Light Ridge" que proporciona quatre canals Thunderbolt (4 × 10 Gbit/s bidireccional). Aquesta revisió també va substituir la tecla Expose (F3) per una tecla Mission Control i la tecla Dashboard (F4) per una tecla Launchpad.
L'11 de juny de 2012, Apple va actualitzar la línia amb processadors Intel Ivy Bridge de doble nucli Core i5 i i7, HD Graphics 4000, velocitats de memòria i emmagatzematge flaix més ràpides, USB 3.0, una càmera FaceTime de 720p millorada i un port de càrrega MagSafe 2 més prim. Va ser el primer model de MacBook Air compatible amb 8 versions de macOS, des d'OS X Mountain Lion 10.8 fins a macOS Catalina 10.15.
El 10 de juny de 2013, Apple va actualitzar la línia amb processadors Haswell, Intel HD Graphics 5000 i Wi-Fi 802.11ac. La memòria estàndard es va actualitzar a 4 GB, amb una configuració màxima de 8 GB. L'emmagatzematge va començar a 128 SSD de GB, amb opcions per a 256 GB i 512 GB. El Haswell ha millorat considerablement la durada de la bateria respecte als models anteriors i els models són capaços de 9 hores al model d'11 polzades i 12 hores al model de 13 polzades; un equip de revisors va superar les qualificacions de durada de la bateria esperades durant la seva prova. El model de mitjans del 2013 és el segon MacBook Air que admet 9 versions de macOS, des d'OS X Mountain Lion 10.8 fins a macOS Big Sur 11.
El març de 2015, els models es van actualitzar amb processadors Broadwell, Intel HD Graphics 6000, Thunderbolt 2 i un emmagatzematge i una memòria més ràpids. El 2017, el model de 13 polzades va rebre un augment de la velocitat del processador d'1,6 GHz a 1,8 GHz i el model d'11 polzades es va deixar de fabricar. El model del 2017 va romandre disponible per a la venda després que Apple llancés el Retina MacBook Air el 2018. Es va deixar de fabricar el juliol del 2019. Abans de la seva deixada de fabricar, va ser l'últim portàtil d'Apple amb ports USB tipus A, MagSafe (fins que es va reintroduir el 2021), una pantalla no Retina, un logotip posterior retroil·luminat d'Apple i el timbre d'inici (fins a la introducció de macOS Big Sur el 2020).

## Retina (2018–2020)

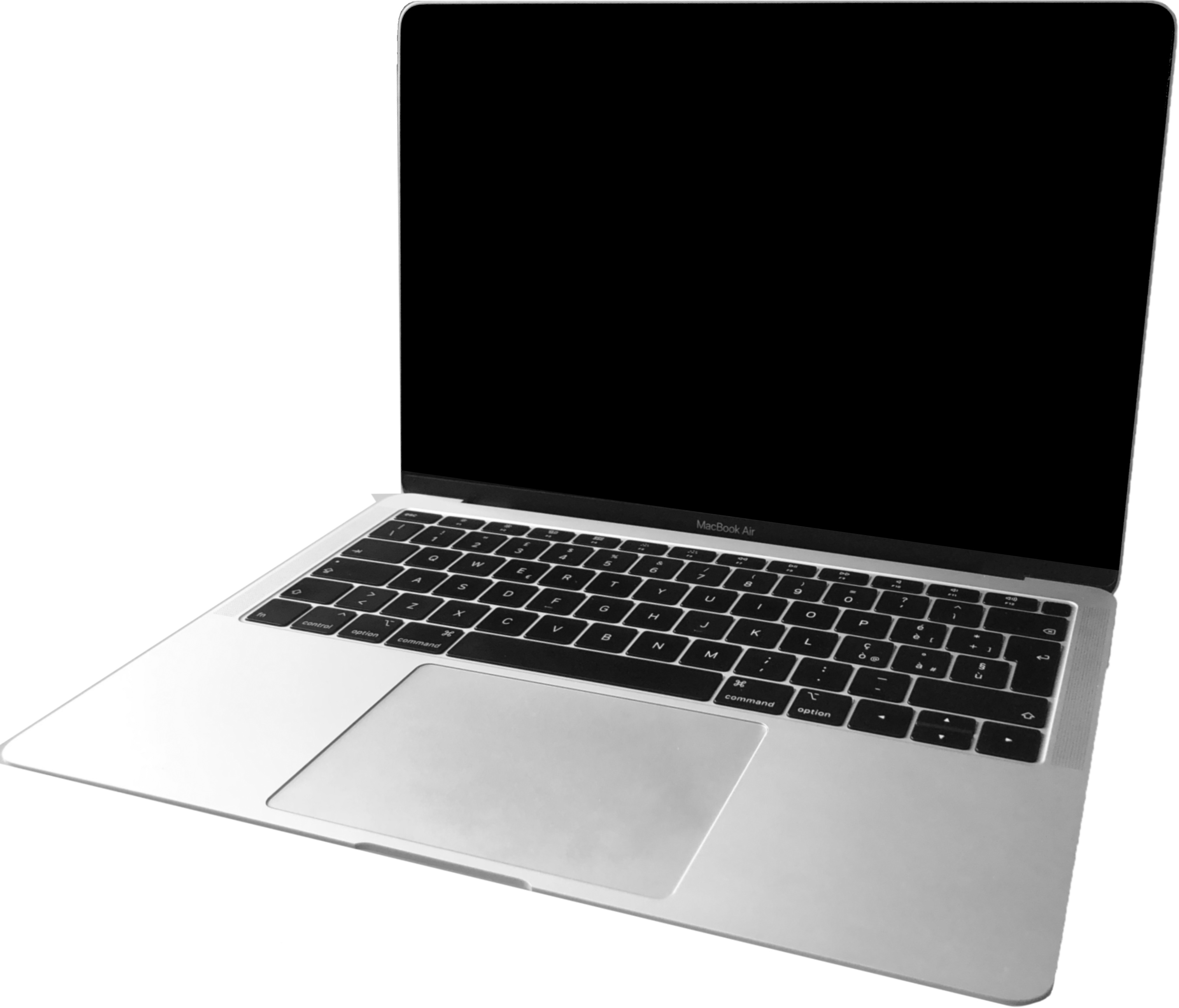
MacBook Air amb Retina (2018)

El 30 d'octubre de 2018, Apple va llançar el Retina MacBook Air, amb processadors Amber Lake, una pantalla Retina de 13,3 polzades amb una resolució de 2560 × 1600 píxels, Touch ID, un trackpad Force Touch i dos ports USB-C 3.1 gen 2/Thunderbolt 3 combinats més un connector d'àudio. La pantalla mostra un 48% més de color i els bisells són un 50% més estrets que els models anteriors sense Retina, i ocupa un 17% menys de volum. El gruix es redueix a 15,6 mm i el pes a 1,25. kg (2,75 lliures). Està disponible en tres acabats: platejat, gris espacial i daurat. A diferència dels models 2011–2017, aquest model no es pot configurar amb un processador Intel Core i7, possiblement perquè Intel mai va llançar la CPU i7-8510Y que s'hauria utilitzat.
El model bàsic del 2018 inclou 8 GB RAM de 2133 GHz LPDDR3 de SSD 128 GB, processador Intel Core i5 (Rellotge base de fins a 3,6 GHz amb Turbo) i gràfics Intel UHD 617.
Apple va llançar models actualitzats el juliol de 2019 amb tecnologia de pantalla True Tone utilitzant els mateixos components que el MacBook Pro de mitjans de 2019. Una prova va descobrir que el 256 El SSD de GB del model del 2019 té una velocitat de lectura un 35% inferior a la del SSD de 256 GB al model del 2018, tot i que la velocitat d'escriptura és lleugerament més ràpida.
Els models actualitzats es van llançar al març del 2020 amb processadors Ice Lake, gràfics actualitzats, compatibilitat amb la sortida 6K per executar el Pro Display XDR i van substituir el teclat de papallona per un disseny de Magic Keyboard similar al que es trobava al MacBook Pro de 16 polzades del 2019.

## Sistemes operatius compatibles

### Versions de macOS compatibles
macOS Sonoma, la versió anterior de macOS, funcionarà amb Wi-Fi i acceleració gràfica en ordinadors MacBook Air no compatibles amb una utilitat de pegats compatible. A partir del 2022, el MacBook Air de mitjans del 2012 i mitjans del 2013 són els únics models oficialment compatibles amb Apple amb 9 versions del sistema operatiu Mac. El suport oficial va acabar amb macOS Sequoia, com a successor, macOS Tahoe només admet els MacBook Air basats en silici d'Apple.